# Holokavst
Holokávst (izvorno grško ὁλόκαυστος [holókaustos]: hólos, »celota« in kaustós, »zažgan«), hebrejsko tudi šoa (השואה, HaShoah, dobesedno »katastrofa«), je sistematični genocid Judov, ki ga je izvajala nacistična Nemčija med drugo svetovno vojno. Začel se je v letu 1941 in je trajal vse do konca vojne leta 1945.
Glavni cilj holokavsta je bilo iztrebljenje evropskih Judov, kar so nacisti imenovali dokončna rešitev (nemško Endlösung). Med zgodovinarji in spominskimi organizacijami uveljavljena ocena števila judovskih žrtev je šest milijonov, čeprav točnega popisa ni možno izdelati. Med civilnimi žrtvami dobe holokavsta so bili tudi pripadniki skupin, ki so bile po mnenju nacistov manjvredne (Slovani, Romi in invalidi) ali so imele nezaželene nazore (Jehovove priče, komunisti, homoseksualci). A iztrebitve teh skupin se niso lotevali tako metodično (posebej Slovanov, med katerimi so imeli privilegiran status narodi, kot so Bolgari, Hrvati in nekateri Ukrajinci), zato jih mnogi ne obravnavajo kot žrtve holokavsta v ožjem pomenu besede, medtem ko so imeli Judje v nacistični ideologiji poseben status »protirase« (Gegenrasse): metafizično nasprotje arijske rase, ki niti niso ljudje. Drugi zaradi sistematičnosti pod pojem »holokavst« uvrščajo tudi medvojni genocid Romov in invalidov.
Jude so sistematično stradali ter posegali k prisilnemu delu na vse možne načine nato pa so jih zaplinili ter sežgali. Mučenje in pobijanje zapornikov se je izvajalo v koncentracijskih ter uničevalnih taboriščih, posejanih po vsej Evropi. Pogosto so za izvajanje množičnih usmrtitev uporabljali strupene pline. Sintetični pesticid, ki so ga uporabljali za zaplinjanje ljudi je bil pogosto Zyklon B. To je umetni pesticid, ki je vseboval strupen plin vodikov cianid, ki deluje kot krvni strup. Največje koncentracijsko taborišče je bilo Auschwitz v katerem je umrlo 1,1 miljona ljudi, od tega 10.000 Slovencev.
Organizacija združenih narodov je razglasila 27. januar za svetovni dan spomina na žrtve holokavsta.

## Ozadje

### Izvor
Evropski Judje so bili preganjani že od srednjega veka na podlagi razlage krščanske teologije, po kateri so imeli Jude za odgovorne za Jezusovo smrt. Tudi po reformaciji so oblasti v katoliških in luteranskih deželah nadaljevale s to prakso, Jude so med drugim obtoževali, da pobijajo krščanske otroke in uporabljajo njihovo kri v ritualih, zato so bili pogosti pogromi in izgoni celih skupnosti. V drugi polovici 18. stoletja je po Nemškem cesarstvu in Avstroogrski nastalo t. i. ljudsko gibanje (Völkische Bewegung), ki je prevzelo psevdoznanstven rasizem teoretikov, kot sta Houston Stewart Chamberlain in Paul de Lagarde, in pričelo obravnavati Jude kot raso v boju za svetovno nadvlado z arijsko raso. Nacionalsocialistična nemška delavska stranka je bila eden od odrastkov tega gibanja.
Po porazu Nemškega cesarstva v prvi svetovni vojni se je med ponižanimi Nemci razširila legenda o nožu v hrbet, po kateri je bil poraz posledica delovanja domačih izdajalcev, v glavnem Judov in komunistov. Protijudovsko razpoloženje je po oktobrski revoluciji dodatno podžgal vtis nesorazmerno velike zastopanosti Judov v revolucionarnih komunističnih vladah po Evropi, ki so ga ustvarjali mediji in ustvarili stereotip »judovskega boljševizma«. Med prvimi antisemitskimi ideologi v NSDAP sta bila Dietrich Eckart in Alfred Rosenberg, ki sta promovirala teorijo o judovski zaroti in razlago, da so Judje gonilna sila komunizma. Že od zgodnjih 1920. let je bil izrazit antisemitizem tudi eden osrednjih Hitlerjevih nazorov; predstavljal se je za borca proti »judovskemu marksizmu« in primerjal Jude s patogenimi mikrobi, s katerimi da je treba opraviti na enak način.

### Začetek represije
Ko so nacisti leta 1933 prevzeli oblast v Nemčiji in je Adolf Hitler postal kancler, je vlada razdelila državljane na dve skupini: na ljudi, ki pripadajo skupnosti (Volksgenossen ali »narodne tovariše«), in tiste, ki ne (Gemeinschaftsfremde ali »tujce v skupnosti«). Slednje so delili na tri skupine:
- rasne oz. krvne sovražnike: Jude, Rome ipd.,
- politične nasprotnike: marksiste, liberalce, kristjane in »reakcionarje« ter
- moralne nasprotnike: geje, zabušante in okorele kriminalce.

Zadnji dve skupini so predvideli za »prevzgojo« v taboriščih in ponovno integracijo v ljudsko skupnost, rasni sovražniki pa ne bi nikoli mogli pripadati skupnosti. Namesto tega jih je bilo treba odstraniti.
Že pred prelomnimi volitvami v Reichstag leta 1933 so nacisti okrepili nasilno kampanjo proti svojim nasprotnikom, takoj po njih pa pričeli ustanavljati taborišča za njihovo izvensodno obravnavo. Eno od prvih je bilo pri kraju Dachau, odprto 22. marca 1933. Sprva so vanj zapirali zlasti komuniste in socialdemokrate. Drugi zapori iz tega obdobja so bili do leta 1934 preurejeni v namenska taborišča izven mest, pod upravo SS. Grožnja taborišča je služila tudi za utišanje nezadovoljstva Nemcev, ki niso podpirali režima.
Tekom 1930. let so bile pravne, ekonomske in socialne pravice Judov vse bolj omejene. 7. aprila 1933 je zakon onemogočil Judom in ostalim ne-Arijcem opravljati javno službo. Odvzete so jim bile pravniške licence, prepovedano jim je bilo uredniško delo ali lastništvo časopisov ter lastništvo kmetij. S kvotami so omejili šolanje mladostnikom. Judovska podjetja so zapirali ali jih podvrgli »arianizaciji« – prisilni prodaji nemškim lastnikom; od približno 50.000 nemških podjetij, ki so bila leta 1933 v lasti Judov, jih je lastništvo do konca desetletja obdržalo kakšnih 7000. Dela judovskih avtorjev niso smela biti tiskana oz. prikazovana. Tudi judovske zdravnike so odpuščali oz. silili k odstopu.
15. septembra 1935 sta bila sprejeta t. i. Nürnberška zakona. Po prvem so bili lahko državljani le ljudje »nemške ali sorodne krvi«, drugi pa je kriminaliziral poroke in spolne odnose med Judi in državljani. Podobno zakonodajo so do leta 1941 sprejele tudi nemške zaveznice: Italija, Madžarska, Romunija, Slovaška, Vichyjska Francija in Hrvaška banovina. Kmalu po priključitvi Avstrije 12. marca 1938 so tudi avstrijski nacisti začeli vandalizirati tamkajšnje trgovine judovskih lastnikov, posameznike pa so javno poniževali (morali so denimo ribati ulice). Sčasoma so bile v Avstriji sprejete vse omejitve, ki so že veljale v Nemčiji.

#### Kristalna noč
9. novembra 1938 je vlada uporabila umor nemškega diplomata Ernsta vom Ratha kot povod za obsežen pogrom proti Judom. Uradno stališče oblasti je bilo, da je bil dogodek spontan izraz ljudske volje, vendar sta ga ukazala in načrtovala Hitler ter Goebbels (čeprav brez jasnega cilja), sodelovali pa so tudi pripadniki SS in SA. V noči na 10. november je prišlo do vsesplošnega razbijanja, plenjenja in požiganja. Skupine Judov so prisilili gledati, kako gorijo njihove sinagoge, bilo je tudi vsaj 90 ubitih. Skupno je bilo poškodovanih ali uničenih približno 7500 trgovin in 1000 sinagog.
V tistem tednu so 30.000 Judov prepeljali v koncentracijska taborišča. Večino so po nekaj tednih izpustili, 2000 pa jih je ostalo zaprtih še do začetka naslednjega leta. Judovski skupnosti je vlada naprtila kolektivno odgovornost za nastalo škodo. Plačati so morali več kot milijardo reichsmark »davka pokore«, država pa je zasegla tudi izplačila zavarovalnic za škodo na njihovi lastnini. Kristalna noč je pomenila konec vsakršne javne dejavnosti Judov, zato so si ti odtlej še bolj prizadevali zapustiti državo.

### Izseljevanje Judov
Zaradi represije so Judje začeli množično zapuščati državo in iskati varnejše okolje drugje. Do konca leta 1934 jih je Nemčijo zapustilo 50.000, do konca 1938 pa je odšla že polovica prvotne populacije. Med njimi so bili znameniti umetniki in znanstveniki, kot so dirigent Bruno Walter ter fizika Albert Einstein in Gustav Hertz.
Tudi nemška vlada je v tem obdobju razmišljala o množični izselitvi Judov iz Evrope, saj niti način, niti cilj reševanja »judovskega vprašanja« takrat še nista bila določena. Do začetka vojne je bil sklenjen le dogovor s Sionistično federacijo Nemčije, po katerem je 53.000 nemških Judov med leti 1933 in 1939 emigriralo v britansko Palestino. S seboj jim je bilo dovoljeno odnesti 100 milijonov RM sredstev v nemških proizvodih.

## »Dokončna rešitev«(1941–1945)
Hitler je že v začetku leta 1939 med govorom v Reichstagu izjavil, da bodo odgovornost za morebitno vojno nosili judovski financerji po Evropi in drugod, na kar se bo Nemčija odzvala s povračilnim ukrepom – uničenjem evropskih Judov. Odločitev o tem ukrepu je naznanil, ko so se po japonskem napadu na Pearl Harbor v vojno vključile Združene države Amerike, na sestanku s svojim neposredno podrejenim (Reichsleiter) v NSDAP in voditelji regionalnih podružnic stranke (Gauleiter). Izrecnega ukaza ni izdal, a jim je dal jasno vedeti, da je bila njegova grožnja leta 1939 dobesedna in da lahko izdajajo ustrezne ukaze. Poveljnik SS Heinrich Himmler si je sestanek s Hitlerjem 18. decembra 1941 zabeležil kot »Juden frage | als Partisanen auszurotten« (»Judovsko vprašanje | uničiti kot partizane«).
SS-Obergruppenführer Reinhard Heydrich je 20. januarja 1942 sklical t.i. konferenco v Wanseeju, na kateri je 15 udeležencev iz partijskega vodstva razpravljalo o »dokončni rešitvi judovskega vprašanja«. Heydrichov namen je bil razdeliti informacije in odgovornost, skoordinirati linije poveljevanja ter poskrbeti, da bo on imel glavno avtoriteto. Zapisnik, označen kot stroga tajnost, je vseboval podatke o številu Judov v posameznih državah, sklepi pa so bili po Heydrichovem ukazu napisani z obilno uporabo evfemizmov.

### Uničevalna taborišča
Nemci so konec leta 1941 na okupiranem ozemlju Poljske pričeli graditi dodatna taborišča in širiti obstoječa koncentracijska ter delovna taborišča. Za razliko od slednjih so bila uničevalna taborišča specializirana za učinkovito pobijanje, v ta namen so vanje namestili plinske celice. Šlo je za nadgradnjo sistema ubijanja, ki so ga prej preizkusili v programu Aktion T4 za odstranitev invalidov in duševnih bolnikov.
| Taborišče    | Lokacija          | Število žrtev                                                                         | Metoda             | Začetek zaplinjanja | Vir                  |
| ------------ | ----------------- | ------------------------------------------------------------------------------------- | ------------------ | ------------------- | -------------------- |
| Auschwitz II | Brzezinka         | 1.082.000 (skupno število žrtev v vseh podružnicah Auschwitza; od tega 960.000 Judov) | plinske celice     | ok. 20. marca 1942  | [ 55 ] [ 56 ] [ 57 ] |
| Bełżec       | Bełżec            | 600.000                                                                               | plinske celice     | 17. marec 1942      | [ 58 ] [ 59 ]        |
| Chełmno      | Chełmno nad Nerem | 320.000                                                                               | plinski tovornjaki | 8. december 1941    | [ 60 ] [ 61 ]        |
| Majdanek     | Lublin            | 78.000                                                                                | plinske celice     | oktober 1942        | [ 62 ] [ 63 ]        |
| Sobibór      | Sobibór           | 250.000                                                                               | plinske celice     | maj 1942            | [ 64 ] [ 65 ]        |
| Treblinka    | Treblinka         | 870.000                                                                               | plinske celice     | 23. julij 1942      | [ 66 ] [ 67 ]        |
| Skupno       |                   | 3.218.000                                                                             |                    |                     |                      |

Med drugimi taborišči, ki jih včasih imenujejo uničevalna, so Mali Trostinec blizu Minska v okupirani Sovjetski zvezi (tam naj bi umrlo 65.000 internirancev, večina je bila ustreljenih, nekateri pa tudi zaplinjeni v tovornjakih), Mauthausen v Avstriji, Stutthof pri poljskem Gdansku in Sachsenhausen ter Ravensbrück v Nemčiji. Vsa taborišča v Avstriji, Nemčiji in na Poljskem so imela plinske celice za ubijanje internirancev, ki so bili označeni kot nezmožni za delo.

## Holokavst na Slovenskem
Judovska skupnost v Sloveniji je bila ob izbruhu druge svetovne vojne maloštevilna, skoncentrirana predvsem v Prekmurju, saj so Jude konec 15. stoletja po ediktu nemškega kralja in kasnejšega svetorimskega cesarja Maksimilijana I. izgnali s Štajerske in Koroške ter nekaj let kasneje še iz Kranjske. Judovski geti se zato v slovenskih mestih niso ohranili po srednjem veku. V Prekmurje so se znova začeli priseljevati v 18. stoletju z Madžarskega, v ostale predele Slovenije pa so se Judje začeli vračati v drugi polovici 19. stoletja. Ob začetku druge svetovne vojne je v Prekmurju živela približno polovica judov v Sloveniji.
Madžarska okupacijska oblast je protijudovske zakone začela sprejemati konec leta 1943. Od spomladi 1944 so morali Judje v javnosti nositi rumene Davidove zvezde, aprila pa je sledil prvi val deportacij okoli 330 Judov z območja Lendave, Beltincev in Murske Sobote, ki so jih poslali v Auschwitz. Sprva so se deportaciji izognili tisti s »posebnimi zaslugami za madžarski narod«, v kasnejših fazah pa ta status ni obvaroval niti njih. Večino posameznikov iz osrednjih slovenskih dežel je že pred tem deportirala italijanska okupacijska oblast, aktiven pregon pa se je nadaljeval tudi pod Nemci. Ideologija Slovenskega domobranstva je v znatni meri slonela na antisemitizmu, s katerim so idejni vodje na čelu z Leonom Rupnikom upravičevali kolaboracijo, podobno stališče pa so izražali tudi Rimskokatoliška cerkev v Sloveniji in katoliški časniki tega obdobja. Domobranska policija je tako leta 1944 aretirala in nemški okupacijski oblasti predala še zadnje Jude v Ljubljani. Od deportirancev iz Prekmurja jih je internacijo in »pohode smrti« preživelo 65 oz. dobrih 15 odstotkov. Večina preživelih so bile ženske in večina teh se je kmalu po drugi svetovni vojni izselila iz Slovenije.
Leta 2010 je Center judovske kulturne dediščine Sinagoga Maribor pričel z vseslovenskim projektom Šoa - spominjajmo se, v katerem se na Svetovni dan spomina na žrtve holokavsta, 27. januar, ustanove po vsej Sloveniji spomnijo in poklonijo žrtvam holokavsta.
Leta 2012 so v Mariboru postavili prvih 12 Tlakovcev spomina oz. spotikavcev v spomin na Jude iz Slovenije, ki so bili pregnani med holokavstom. V kasnejših letih so jih postavili tudi v Ljubljani, Lendavi in Murski Soboti.
Izraelska spominska organizacija Jad Vašem je do začetka leta 2019 podelila naziv »pravičniki med narodi« 15 Slovencem, ki so med vojno pomagali preganjanim Judom.